# Oscar Mathisen
Oscar Wilhelm Mathisen (ur. 4 października 1888 w Kristianii – zm. 10 kwietnia 1954) – norweski łyżwiarz szybki, sześciokrotny medalista mistrzostw świata i Europy.

## Kariera

### Mistrzostwa świata
Reprezentował barwy klubu Kristiania Skøiteklub. Pierwszy sukces w karierze Oscar Mathisen osiągnął w 1908 roku, kiedy zwyciężył podczas wielobojowych mistrzostw świata w Davos. Wygrał tam biegi na 1500 m, 5000 i 10 000 m, a w biegu na 500 m był czternasty. Wynik ten powtarzał na MŚ w Oslo (1909), MŚ w Oslo (1912), MŚ w Helsinkach (1913) i MŚ w Oslo (1914), dzięki czemu jest jednym z najbardziej utytułowanych łyżwiarzy w historii tej konkurencji. Jego wynik wyrównał parę lat później Clas Thunberg z Finlandii, a na początku XXI wieku wynik ten został poprawiony przez Svena Kramera z Holandii. Mathisen był też drugi na mistrzostwach świata w Helsinkach w 1910 roku, gdzie lepszy okazał się Rosjanin Nikołaj Strunnikow.

### Mistrzostwa Europy
Równocześnie zdobywał też medale na mistrzostwach kontynentu. Zaczął od wywalczenia srebrnego medalu na mistrzostwach Europy w Klagenfurcie w 1908 roku, gdzie wyprzedził go tylko Moje Öholm ze Szwecji. Mathisen wygrał tam bieg na 1500 m, a na pozostałych dystansach zwyciężał Öholm. W 1909 roku zdobył złoto na mistrzostwach Europy w Budapeszcie, gdzie o zwycięstwo walczył z Austriakiem Thomasem Bohrerem. Obaj wygrali po dwa biegi, jednak ostatecznie wygrał Norweg, który był też dwa razy drugi, a Austriak zajmował drugie i trzecie miejsce. Rok później był trzeci na mistrzostwach Europy w Wyborgu, plasując się za Rosjaninem Nikołajem Strunnikowem i swym rodakiem Magnusem Johansenem. Mathisen wygrał bieg na 500 m i zajął trzecie miejsce na 5000 m, jednak w pozostałych biegach nie znalazł się w pierwszej trójce. Zwyciężył również na ME w Sztokholmie w 1912 roku i ME Berlinie dwa lata później, a w międzyczasie zdobył srebro na ME w Sankt Petersburgu, przegrywając tylko z Wasilijem Ippolitowem.

### Pozostałe osiągnięcia
Ponadto w latach 1907, 1909–1910, 1912–1913 i 1915 zdobywał tytuł mistrza Norwegii w wieloboju.
Ustanowił łącznie czternaście rekordów świata.
Jego imieniem łyżwiarski klub Oslo Skøiteklub nazwał nagrodę przyznawaną łyżwiarzom za najbardziej spektakularny występ.
Jego starszy brat, Sigurd Mathisen, również był panczenistą.